# چرخ‌دنده مغناطیسی

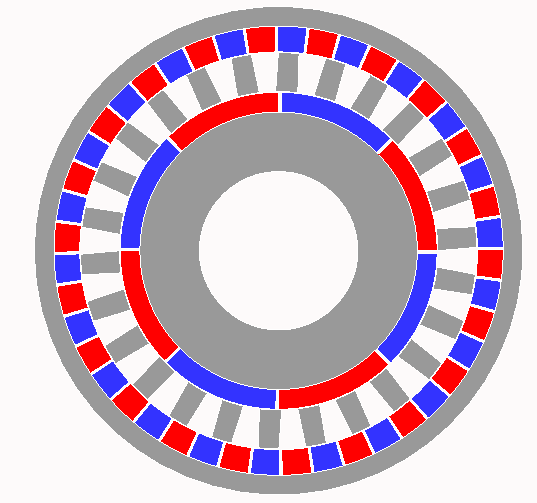
تصویر روتور داخلی و خارجی دنده‌های درجه دوم با استاتور فرومغناطیسی در بین روتورها.

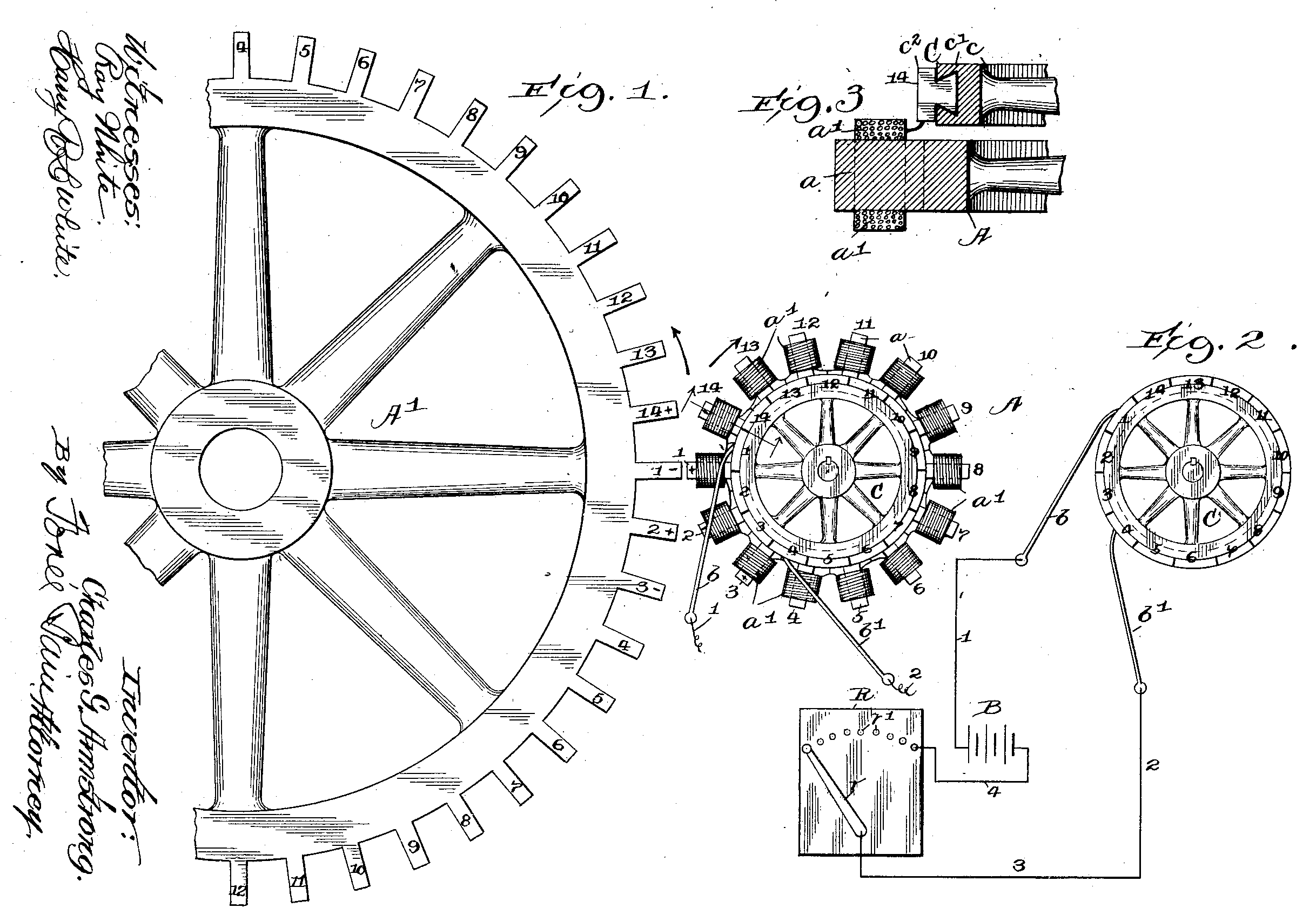
نقشه‌های ثبت اختراع US687292، نشان دهنده یک موتور مرتبه اول با آهنربای الکتریکی بر روی یکی از چرخ دنده‌ها.

چرخ دنده مغناطیسی (به انگلیسی: Magnetic gear) از نظر هندسه و عملکرد شبیه به چرخ‌دنده مکانیکی سنتی است که به جای دندانه از آهنربا استفاده می‌کند. هنگامی که دو آهنربا مخالف به یکدیگر نزدیک می‌شوند، آنها را دفع می‌کنند. هنگامی که آهنرباها روی دو حلقه قرار می‌گیرند مانند دندان عمل می‌کنند.
برخلاف تماس معمولی بین چرخ‌دنده‌های سنتی که در آن یک چرخ دنده ممکن است آزادانه بچرخد تا زمانی که با دنده بعدی تماس پیدا کند، دنده مغناطیسی دارای واکنش فنری است.
در نتیجه چرخ دنده‌های مغناطیسی قادر به اعمال فشار بدون توجه به زاویه نسبی هستند. اگرچه آنها نسبت حرکت یکسان را نسبت به چرخ‌دنده سنتی ارائه می‌دهند، بدون سر و صدا هستند و ممکن است چرخ‌دنده‌ها بدون آسیب بر روی هم بلغزند.
یک دنده مغناطیسی را می‌توان در خلاء بدون روغن کاری یا عملیاتی که شامل موانع آب‌بندی است استفاده کرد. این می‌تواند یک مزیت در محیط‌های انفجاری یا خطرناک باشد که در آن‌ها نشت یک خطر واقعی است.

## طراحی
سیستم‌های دنده مغناطیسی معمولاً از آهنرباهای دائمی استفاده می‌کنند. آنها همچنین ممکن است از آهنرباهای الکتریکی برای موارد تخصصی از جمله نسبت دنده قابل تغییر استفاده کنند. کوپلینگ دنده مغناطیسی را می‌توان به روش‌های مختلفی پیکربندی کرد.
محورهای ورودی و خروجی موازی، مشابه چرخ دنده‌ها، دارای جاذبه یا دافعه مغناطیسی بین چرخ دنده‌ها هستند، مانند آهنرباهای قطب شمال روی دنده محرک که آهنرباهای قطب جنوب دنده رانده یا چرخ دنده‌های قطب شمال را در چرخ دنده‌ای که به مرکز بین شمال می‌روند جذب می‌کنند. دندانه‌های قطب دنده محرک. دندان‌ها ممکن است برای بهبود کوپلینگ به هم متصل شوند.
در طراحی دیگر دیگر، محورهای درون خطی است که از «کوپلینگ شار» استفاده می‌کند. یک استوانه فرومغناطیسی میانی ثابت به دلیل رابطه هارمونیک بین تعداد قطب‌های ورودی در مقایسه با خروجی، نسبت حرکت را امکان‌پذیر می‌کند. هیچ سیستم چرخ دنده مکانیکی معادلی وجود ندارد، زیرا دو چرخ دنده دوار از نظر فیزیکی از یکدیگر جدا شده‌اند و فقط به صورت مغناطیسی با هم تعامل دارند.
علاوه بر این، دنده‌های «سیکلوئیدی محرک» با نسبت دنده‌ای مشابه درایوهای سیاره‌ای وجود دارند که به آن‌ها دنده‌های «epicyclic» یا «excentric» نیز می‌گویند.

## مزایای چرخ دنده‌های مغناطیسی
1. کوپلینگ مکانیکی ضد نشتی
2. کوپلینگ مکانیکی ضد برش / اضافه بار.
3. سایش فقط محدود به یاتاقان‌ها است، نه جفت شدن سطوح تماس چرخ دنده‌ها.
4. نسبت‌های قابل تعویض به صورت الکترونیکی یا مکانیکی در چند دقیقه نه ساعت.

دنده مغناطیسی یک وسیله اتصال مغناطیسی است که یک نسبت مکانیکی بین دو دستگاه جفت شده مغناطیسی را ارائه می‌دهد به طوری که:
1. آنها نسبت چرخش یا حرکت انتقالی بین ورودی و خروجی دارند که ممکن است در مورد مغناطیسی خالص یکسان باشد:
2. کوپلینگ یا یکی از چندین نسبت دنده در یک گیربکس مغناطیسی.
3. آنها دارای یک عامل محدود کننده گشتاور یا کشش بر اساس نیروی جفت مغناطیسی هستند.
4. آنها هیچ تماس فیزیکی بین عناصر اصلی و محرکه ندارند.
5. آنها نسبت چرخش یا حرکت انتقالی بین ورودی و خروجی دارند که ممکن است در مورد یک کوپلینگ مغناطیسی خالص یا یکی از تعداد زیادی نسبت دنده در یک گیربکس مغناطیسی واحد باشد.

یک چرخ دنده مغناطیسی از آهنرباهایی از نوع میدان‌های دائمی، الکترومغناطیسی یا میدان‌های القای مغناطیسی دیگر تشکیل شده‌است. از دو یا چند عنصر تشکیل شده‌است که معمولاً در حال چرخش هستند، اما می‌توانند ماهیت خطی یا منحنی خطی داشته باشند.
دنده کلاسیک به عنوان نسبتی از جفت قطب‌ها تعریف می‌شود. جایی که جفت قطب‌ها در طبیعت آهنرباهای N-S و S-N هستند. برای اینکه نسبت تحت تأثیر قرار گیرد باید حداقل دو عنصر وجود داشته باشد. با قطعات جفت قطب مغناطیسی
چنین دستگاه‌هایی آرمسترانگ، سی جی، ۱۹۰۱، «دستگاه انتقال نیرو»، پت ایالات متحده اختراع شدند. شماره ۰٬۶۸۷٬۲۹۲ و بیشتر از دهه ۱۹۴۰ توسعه یافت.